# Testostérone
Pour l’article homonyme, voir Testostérone (émission).
Pour le personnage de bande dessinée, voir Testus Sterone.
 (mars 2021).
Si vous disposez d'ouvrages ou d'articles de référence ou si vous connaissez des sites web de qualité traitant du thème abordé ici, merci de compléter l'article en donnant les références utiles à sa vérifiabilité et en les liant à la section « Notes et références ».
La testostérone est une hormone stéroïdienne, du groupe des androgènes. Chez les mammifères, la testostérone est sécrétée essentiellement par les gonades, c'est-à-dire les testicules des mâles et, à un moindre degré, les ovaires des femelles. C'est la principale hormone sexuelle mâle et un stéroïde anabolisant. Bien que couramment appelée hormone mâle, elle est aussi celle qui est la plus présente chez les femmes.
Chez l'humain, elle est responsable du développement de l'appareil génital masculin chez l'embryon, mais aussi de l'apparition d'autres caractères sexuels secondaires, notamment à la puberté. En outre, la testostérone joue un rôle-clé dans la santé et le bien-être, en particulier dans le fonctionnement sexuel. Entre autres exemples, ces effets peuvent être une énergie accrue, une augmentation de la production de cellules sanguines et une protection contre l'ostéoporose.
La testostérone peut être utilisée comme médicament pour traiter l'hypogonadisme masculin, la dysphorie de genre chez les personnes transmasculines, certains types de cancer du sein,, etc. Elle peut également être utilisée comme produit dopant pour augmenter la capacité athlétique.

## Synthèse

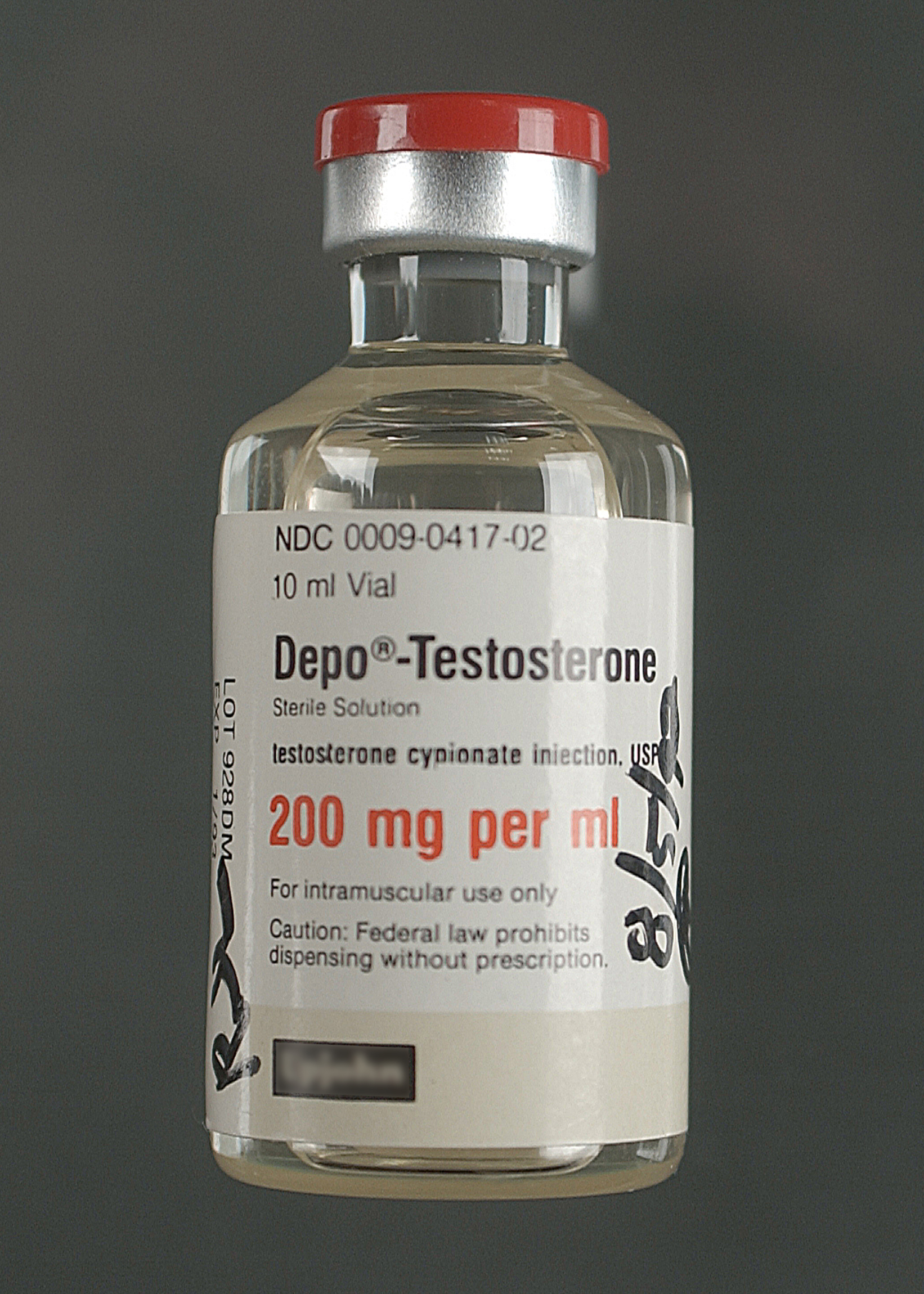
Flacon de testostérone pour injection à dose supraphysiologique.

La testostérone, comme les autres hormones stéroïdes, est biosynthétisée en plusieurs étapes à partir du cholestérol. Chez l'homme, c'est dans les testicules, et plus particulièrement dans les cellules de Leydig, que les plus grandes quantités de testostérone sont produites, mais elle est également synthétisée chez la femme en plus petites quantités par les cellules thécales ovariennes (25%), la zone réticulée de la corticosurrénale (5 %) et le placenta, ainsi qu'au niveau périphérique (60%) par conversion des androgènes circulants en testostérone. Une grande partie de la testostérone est synthétisée par « conversion périphérique », c'est-à-dire sur le site même d'action, dans les tissus. (Cette conversion périphérique est la source principale de testostérone chez la femme ménopausée.) Si on considère l'ensemble des sources de testostérone chez la femme, en comptabilisant la conversion périphérique, on estime que la production chez la femme est d'environ 60 % de la testostérone produite chez l'homme[réf. nécessaire].
Comme les autres androstéroïdes, la testostérone est fabriquée industriellement à partir de fermentation microbienne de cholestérol végétal (par exemple issu d'huile de soja). Le marché des stéroïdes avoisinait au début des années 2000 un poids de un million de tonnes pour une valeur de 10 milliards de dollars, en faisant le deuxième plus gros marché biopharmaceutique derrière les antibiotiques.

## Effets biologiques

### Développement de l'embryon
À la suite de la différenciation des gonades en testicules (différenciation induite par la protéine TDF codée par le gène SRY), la testostérone apparaît au niveau embryonnaire chez les mâles.
Vers la douzième semaine de grossesse, la régression des canaux de Müller est provoquée par la sécrétion d'hormone de régression müllérienne (HRM). En même temps, la testostérone sécrétée va favoriser, quant à elle, la différenciation des organes génitaux masculins :
- Transformation des canaux de Wolff en épididyme et spermiducte.
- Apparition des glandes annexes : vésicules séminales et prostate.
- Développement du pénis.

Parallèlement, d'autres hormones comme la dihydrotestostérone (DHT, un métabolite de la testostérone) jouent également un rôle dans la différentiation sexuelle.
De plus, les mesures indirectes de la testostérone prénatale suggèrent qu’elle pourrait jouer un rôle organisationnel dans la structuration des connexions neuronales ou la détermination de la morphologie cérébrale de l'embryon.

### Lors de la puberté (garçons)
À la puberté (plus ou moins tôt selon les individus, mais globalement entre 12 et 16 ans et majoritairement de 12 à 13 ans), les caractères sexuels secondaires se développent :
- accroissement de la taille des testicules et du pénis ;
- pilosité générale ;
- accroissement de la masse musculaire ;
- intérêt envers la sexualité ;
- le taux de testostérone augmente à nouveau fortement ;
- augmentation de la lipolyse ;
- apparition des zones érogènes.

## Complexe hypothalamo-hypophysaire

### Mise en évidence
L'hypophyse est logée dans la selle turcique.
On a remarqué que la castration du rat mâle entraîne une augmentation de l'activité de l'hypophyse antérieure que l'on peut arrêter par l'injection de broyat de testicule contenant de la testostérone. Une injection de testostérone directement dans l'hypophyse antérieure est sans effet. Par contre, une injection dans l'hypothalamus provoque une baisse de l'activité de l'hypophyse et une régression des testicules si l'expérience est faite sur un rat non castré.
La testostérone produite par le testicule possède une action sur l'axe hypothalamo-hypophysaire. Cette action est inhibitrice puisqu'elle ralentit l'activité de l'hypothalamus.

### Rétrocontrôle intégrateur
La testostéronémie est la quantité de testostérone dans 1 mL de sang. Cette valeur est toujours comprise entre 2 et 9 ng·mL-1 chez un individu humain mâle normal. La testostérone ralentit l'activité sécrétrice de l'hypothalamus et de l'hypophyse. Elle se fixe sur des récepteurs cellulaires. Comme elle est fabriquée à la suite de l'activation de sa libération par les hormones hypophysaires (LH), elle-même libérée à la suite d'une activation par la GnRH, neurohormone hypothalamique, on peut dire que la testostérone modifie le fonctionnement des organes qui la « commandent » d'où le terme de « rétrocontrôle ». Comme elle ralentit leur fonctionnement, on dit que c'est un rétrocontrôle négatif ou inhibiteur.[réf. nécessaire] La testostérone exerce un rétrocontrôle négatif principalement sur les cellules hypophysaires sécrétrices de LH, et à un moindre degré sur la sécrétion de FSH [la contraception en pratique, Brigitte Raccah-TebeKa et Geneviève Plu-Bureau, page 38, 2024].

## Transport biologique
Comme la plupart des hormones, la testostérone est amenée aux tissus cibles par le sang, dans lequel elle est liée à des protéines plasmatiques de transport spécifiques, la globuline liant les hormones sexuelles (SHBG), la transcortine (CBG) et l'albumine sérique. Seules la testostérone libre et la testostérone liée à l'albumine sont considérées comme étant biodisponibles (la part liée à l'albumine étant disponibles pour les cellules cibles). Il existe un équilibre entre la fraction de testostérone fixée sur la SHBG et la fraction libre.
La répartition entre testostérone libre, liée à SHBG et aux autres vecteurs varie fortement selon la méthode utilisée pour quantifier ces composants, et leur interprétation est quelquefois difficile.
| Exemple de taux moyens de T circulante (en %) | Part libre | Part liée à la SHBG | Part liée à la CBG | Part liée à l'albumine s. |
| --------------------------------------------- | ---------- | ------------------- | ------------------ | ------------------------- |
| Homme adulte                                  | 2,23       | 44,3                | 3,56               | 49,90                     |
| Femme adulte (période de vie génitale)        | 1,36       | 66                  | 2,26               | 30,40                     |
| Femme au dernier trimestre de grossesse       | 0,23       | 50,70               | 0,20               | 46,30                     |

Les taux normaux de testostérone circulante (ou plasmatique, ou sérique) varient fortement avec l'âge, et se situent dans des fourchettes assez larges. Ils représentent, en moyenne, 0,6 % de la testostérone totale.
La testostérone en circulation dans le sérum d'un homme adulte est en moyenne sept à huit fois plus élevée que chez la femme.

## Influences sur les niveaux de testostérone

### Cycle quotidien
Les niveaux de testostérone dans le système sanguin varient naturellement au cours d'une période de vingt-quatre heures, avec des pics tôt le matin.

### Sommeil
Le sommeil contribue à la régénération de la testostérone, et un manque de sommeil peut avoir des conséquences sur celle-ci.

### Âge
Après 30 ans, la plupart des hommes commencent à connaître une baisse progressive de la testostérone. Une diminution de la libido s'accompagne parfois de la baisse de la testostérone, conduisant de nombreux hommes à croire à tort que leur perte d'intérêt pour le sexe est simplement due au vieillissement. Chez les femmes, la quantité de testostérone circulante diminue aussi avec l'âge, ce taux étant divisé par deux entre 20 et 40 ans, avec une baisse progressive et constante par la suite. L'effet de cette baisse sur la libido est très controversé.

### Effet du stress
Un mâle tendu pourrait connaître une baisse de la production ou de la sensibilité à la testostérone, liées à la surproduction du cortisol,.
Quant à des apports exogènes d'androgènes, ceux-ci augmentent dangereusement la pression artérielle.

### Aliments et oligoéléments
Certains aliments contiennent des substances qui peuvent avoir un effet positif ou négatif sur le flot de testostérone dans le corps mâle. Ces éléments, minéraux ou substances chimiques, peuvent également se trouver dans un état pur en forme de comprimés. Parmi les éléments ayant un effet excitateur notoire on compte le zinc.
De plus, la proportion de lipides, glucides (en tant que source d'énergie) et protéines consommée a une influence. Une surconsommation de protéines et un manque d'énergie entraînent une baisse de l'androgène. On souligne aussi l'importance de matières grasses (y compris les saturées) et la nécessité de réduire la consommation de sucres simples, notamment pour éviter ou réduire l'obésité et le syndrome métabolique,.

### Ensoleillement
Le rôle de la vitamine D, dont la production est stimulée par une exposition aux rayons solaires, est évoqué dans la production de testostérone mais une étude montre qu'un apport de vitamine D à un patient en bonne santé n'aboutit pas à une augmentation significative de son taux de testostérone.

### Alcool
Bien que la plupart des recherches aient démontré que l'alcool inhibe la sécrétion de testostérone, une étude a montré que l'alcool peut parfois induire une augmentation rapide des concentrations plasmatiques et cérébrales de testostérone. Cette constatation pourrait expliquer pourquoi l'alcool rend certaines personnes agressives en état d'ébriété[réf. incomplète]. L'éthanol administré intensément participe à la synthèse de testostérone et augmente la testostérone dans le cerveau de rat,.
La consommation modérée d'alcool augmente la concentration plasmatique de sulfate de déhydroépiandrostérone (SDHEA) de 16,5 % (intervalle de confiance de 95 %, 8,0-24,9), avec des changements similaires chez les hommes et les femmes. Les changements relatifs induits par l'alcool dans la SDHEA, la testostérone et l'œstradiol sont corrélés positivement avec l'augmentation relative du cholestérol des lipoprotéines de haute densité.

### Pesticides et produits chimiques
Plusieurs études ont démontré que des pesticides dans l'agriculture intensive, en plus de produits chimiques dans la vie moderne, ont contribué à la baisse générale des niveaux de testostérone (et de la fertilité masculine) mondiale. Une étude démontre que les hommes avec les concentrations les plus élevées de pesticides dans leurs corps avaient 10 % moins de testostérone que ceux avec les moindres concentrations. Une étude britannique a trouvé que 30 sur 37 pesticides examinés sont capables de perturber le flux hormonal mâle.

### Activité physique
Il a été démontré qu'à la suite d'activités physiques de longue durée (course à pied, cyclisme, aviron…) il y a une augmentation des endorphines qui engendre une baisse de la testostérone (également de la dopamine, catécholamine et sérotonine mais en plus faible quantité). Cette faible concentration peut devenir presque chronique pour les sportifs accumulant des volumes d'entrainement élevés (> 60 km/semaine en course à pied).
Il a également été montré par des études que si l'on bloque cette augmentation d'endorphine durant l'exercice, on supprime la baisse de testostérone et cela rend l'exercice moins difficile, moins pénible mais n'augmente pas la performance.
La prise de testostérone (de source extérieure) après l'activité physique permet une augmentation de la récupération par une augmentation de la synthèse du glycogène.

### Effets psychologiques
Une étude émanant d'un laboratoire de psychologie de l'université du Michigan tend à démontrer que la production d'hormones telles que la testostérone et la progestérone pouvaient être stimulée ou inhibée par des facteurs psychologiques. L'expérience consistait à faire visionner à des hommes et à des femmes des films « romantiques » tels que Sur la route de Madison, d'une part, et des films plus violents, tels que Le Parrain 2. La production d'hormones est immédiatement affectée, de manière différente selon le sexe des sujets, mais aussi selon qu'ils sont naturellement d'importants producteurs d'une hormone ou non. Un troisième film, un documentaire « neutre » sur l'Amazonie, s'est révélé sans effets significatifs sur la production hormonale.
L'effet psychologique d'une victoire, même si l'homme ne participe pas physiquement, a été démontré.

## Mécanismes d'action de la testostérone chez les mammifères
La testostérone et surtout la DHT interviennent dans la virilisation via leur récepteur (la voix devient plus grave, la pousse des poils est stimulée).
La testostérone est surnommée l'« hormone du désir », mais il n'y a pas d'unanimité dans les études scientifiques sur son rôle dans le désir sexuel chez l'homme, même si une très grande majorité d'entre elles présentent effectivement une forte influence de la testostérone sur le désir sexuel masculin,,,,.
Une étude suggère cependant qu'il n'y aurait pas de corrélation significative entre la testostérone et le désir sexuel (libido) chez l'homme mais une corrélation entre fréquence de masturbation et désir sexuel. Dans cette même étude, on a observé que les femmes possédant un fort taux de testostérone sont moins intéressées par le sexe que les autres, mais sont davantage intéressées par la masturbation.
Son rôle dans l'activité — voire l'agressivité — est établi chez les rats. Contrairement à une croyance populaire, la testostérone n'est pas associée à une augmentation de l'agressivité sauf l'agressivité territoriale chez les animaux. Cependant, elle est associée à la compétition sociale et aux comportements de dominance. Elle augmente durant l'anticipation d'activités sportives et après la victoire. Elle accentue aussi la réaction autonome aux visages menaçants. Elle produit aussi une réduction des réactions de peur et de stress. Elle réduit le réflexe de sursaut et l'orientation aux stimuli aversifs. Elle réduit aussi la réponse hormonale au stress.
La testostérone participe à la perte de cheveux de l'homme avec l'âge.[réf. nécessaire]
Le taux de testostérone décroit avec l'âge chez l'homme. La supplémentation en cette hormone chez l'homme âgé n'a pas démontré d'intérêt substantiel dans la prévention du déclin de la force musculaire, de celui des fonctions intellectuelles ou au niveau de la qualité de vie. Elle pourrait même augmenter le risque de survenue de maladies cardiovasculaires. Chez la femme ménopausée, elle pourrait améliorer la libido.

### Effets de la testostérone chez le rat mâle
Chez le rat mâle, le comportement sexuel dépend du niveau de testostérone. La castration réduit l'activité sexuelle. La testostérone augmente celle-ci.

### Hypothèse de Geschwind-Galaburda
Avant que ces différences ne soient relativisées dans les années 2000 par des travaux eux-mêmes objets de débat comme ceux de Rebecca Jordan-Young, l'hypothèse de Geschwind-Galaburda a été proposée par Norman Geschwind et Albert Galaburda pour expliquer les différences dans les capacités cognitives liées au sexe, en les reliant à la latéralisation de la fonction cérébrale. L'idée de base est que les différences dans les taux de maturation entre les hémisphères cérébraux sont influencées par les niveaux de testostérone circulante, et que la maturation sexuelle agit pour fixer les hémisphères à différents stades de développement après la puberté. Selon cette théorie, les cerveaux des hommes mûrissent plus tard que ceux des femmes et l'hémisphère gauche mûrit plus tard que le droit,.
L'épitestostérone est un épimère (isomère) naturel de la testostérone. Bien que souvent considérée comme inactive, elle semble avoir des capacités anti-androgéniques.

## En tant que médicament

### Présentation
Il existe plusieurs formes d'administration : en injection retard, transdermique, en comprimés. La testostérone peut être utilisée sous forme de gel ou de patch à appliquer sur la peau, à injecter dans un muscle, à placer dans la joue ou à prendre par la bouche.
L'injection intramusculaire d'énanthate de testostérone est efficace durant deux à trois semaines mais les injections peuvent être douloureuses. L'undecanoate de testostérone se fait par une injection toutes les dix semaines. En implant sous-cutané, la durée d'action peut être prolongée à quatre à cinq mois après sa mise en place.
La voie transdermique peut être utilisée (application de crème contenant l'hormone ou patch). Une rougeur et un prurit sont assez fréquents sur le lieu d'application. La surface utilisée et le lieu d'application sont assez neutres vis-à-vis des concentrations sanguines en hormone obtenues. Dans le même registre il existe une forme à coller sur la muqueuse buccale et semblant donner des taux de testostérone plus stable.
Sous forme de comprimés, la testostérone est d'efficacité très variable et n'est pas disponible dans tous les pays.
La testostérone est également utilisée comme traitement hormonal substitutif pour les personnes transmasculines. Ce traitement peut être prescrit par un endocrinologue ou un gynécologue et l'ordonnance peut ensuite être renouvelée par un généraliste. Elle peut être prescrite indépendamment du marqueur de genre du patient (1 ou 2 sur la carte vitale).

### Efficacité
L'ensemble des données concernent les hommes ayant un taux bas de testostérone.
La supplémentation hormonale augmente le désir sexuel, la réussite des rapports, la satisfaction sexuelle ainsi que le nombre d'érections nocturnes. Les résultats tendent toutefois à diminuer avec le temps malgré un taux de testostérone constant. Elle peut aussi améliorer une dysfonction érectile. Dans tous les cas, le bénéfice reste modeste et ne potentialise pas l'action du sildénafil.
L'effet préventif sur l'ostéoporose semble être faible, avec, paradoxalement, un risque de fracture légèrement augmenté. Il semble diminuer le risque d'infarctus du myocarde ainsi que la mortalité globale.
Le traitement substitutif est neutre sur la prise de poids, avec toutefois une diminution de la masse graisseuse (et une augmentation par conséquent de la masse non graisseuse), une augmentation de la force musculaire, une diminution du taux de cholestérol mais concernant essentiellement le HDL (« bon cholestérol »). Il pourrait améliorer l'humeur de patients dépressifs et certaines fonctions cognitives, en rapport pour partie, avec sa transformation en estradiol.

### Effets secondaires
Les effets secondaires courants de la testostérone comprennent l'acné, l'enflure et l'hypertrophie mammaire chez les hommes. Les effets secondaires graves peuvent inclure une toxicité hépatique, des maladies cardiaques et des changements de comportement. Les femmes et les enfants exposés peuvent développer une masculinisation. Il est recommandé aux personnes atteintes d'un cancer de la prostate de ne pas utiliser le médicament. Il peut être nocif pour le bébé s'il est utilisé pendant la grossesse ou l'allaitement.
L'effet secondaire le plus fréquent est une augmentation du taux sanguin de l'hémoglobine avec un hématocrite pouvant dépasser 50 %, devant rendre prudente la prescription chez les personnes ayant dès le départ un hématocrite élevé. Une acné peut également survenir.
Le risque de cancer de la prostate ne semble pas plus élevé chez la population traitée. Le traitement substitutif peut élever très marginalement le taux de PSA.
Le risque de survenue de maladies cardiovasculaires reste discuté : Il existe des cas compliquant un dopage (et donc prise massive de testostérone) mais un traitement substitutif ne semble pas comporter d'augmentation significative du risque. Il existe cependant une augmentation du nombre de maladies thromboemboliques.
Comme celle d'autres stéroïdes anabolisants, la prise de testostérone (dans les cas de dopage ou chez certains bodybuilders par exemple) induit une baisse de la production endogène de testostérone, ce qui entraine chez l'homme un « hypogonadisme hypogonadotrope par suppression dose-dépendante des gonadotrophines hypothalamiques (GnRH) et hypophysaires (LH, FSH). Cliniquement, chez l'homme, cet hypogonadisme se traduit par une atrophie testiculaire avec gynécomastie, infertilité avec oligospermie ou azoospermie et des modifications de la libido » (ces effet, de délétion de la spermatogenèse notamment, sont réversible en 3 à 12 mois après l'arrêt des stéroïdes anabolisants).
Chez la femme, les effets sur l'axe gonadotrope sont l'hirsutisme, une pilosité faciale, une voix plus rauque, une hypertrophie clitoridienne, des troubles du cycle (oligoménorrhée ou aménorrhée), atrophie mammaire et calvitie de type masculine.
D'après une étude sur 20 ans, les hommes utilisant une thérapie de remplacement de la testostérone présentaient une mortalité par cancer de la prostate plus faible que les non-utilisateurs d'environ 50 %. De plus, les maladies cardiovasculaires et la mortalité toutes causes confondues étaient légèrement inférieures à celles des non-utilisateurs.

### Histoire
La testostérone est isolée pour la première fois en 1935 et son utilisation médicale est approuvée en 1939,. Les taux d'utilisation sont multipliés par trois aux États-Unis entre 2001 et 2011. Il figure sur la liste des médicaments essentiels de l'Organisation mondiale de la santé. Il est disponible en tant que médicament générique. Le prix dépend de la dose et de la forme du produit. En 2017, c'était le 132e médicament le plus couramment prescrit aux États-Unis, avec plus de cinq millions d'ordonnances,. La testostérone fait partie de la liste des médicaments essentiels de l'Organisation mondiale de la santé (liste mise à jour en avril 2013).

## Effets et usages

### Dopage
L'apport externe en testostérone a un effet bénéfique - en matière de performances - sur les sportifs dopés car c'est un psychostimulant qui augmente le potentiel de motivation du sportif. Elle permet également d'augmenter la masse musculaire et la force ainsi que la résistance à la fatigue (augmentation de l'intensité de l'entraînement). La consommation de testostérone exogène à visée de dopage est dangereuse pour la santé. Interdit depuis 1984, l'apport de testostérone exogène est détectable par une analyse qui mesure le rapport testostérone/épitestostérone (proche de 1 pour 90 % des individus). De 1984 à 2004, des rapports T⁄E jusqu'à 6 étaient tolérés, en 2004 cette limite est descendue à 4.[réf. nécessaire] En cas de contrôle positif à la testostérone, une analyse complémentaire du rapport isotopique du carbone est effectuée afin de déterminer si la testostérone est d'origine endogène (générée par le corps du sportif de façon naturelle) ou exogène (testostérone synthétique utilisée pour le dopage).

### Séduction
Les hommes ayant des concentrations salivaires plus élevées de testostérone sont plus régulièrement identifiés comme « masculins » mais pas systématiquement comme « attirants ». Cela concorde avec l'idée généralement admise que les préférences (notamment des femmes) ne vont pas nécessairement aux hommes arborant un stéréotype « masculin » et confirme que la testostérone a un impact reconnaissable par des non-spécialistes sur l'apparence du visage.

### Sexualité
Une recherche publiée en 2021 étudie les rapports existants dans les deux sexes entre testostérone et sexualité. L'expérience examine les associations entre la testostérone salivaire (Sal-T) et la fonction et le comportement sexuels. Les résultats montrent chez les hommes ayant un taux de testostérone plus élevé une tendance à avoir au cours de leur vie un nombre de partenaires sexuels plus élevé et une moindre inclination à fonder une famille (les pères de famille ont en moyenne un taux de testostérone moins élevé). Chez les femmes, celles dont les niveaux de testostérone sont significativement plus élevés ne montrent pas de tendance à avoir davantage de partenaires sexuels, mais se masturbent davantage et ont plus fréquemment des relations homosexuelles,.

### Empathie, altruisme et éthique
Dana R. Carney et Malia F. Mason (2010) ont mis expérimentalement en évidence une corrélation entre le taux de testostérone et les décisions morales, dans un groupe d'hommes et de femmes. On part d'un dilemme en deux temps : 1° un tramway est incontrôlable et se dirige vers un lieu où il y a cinq personnes qui sont bloquées sur la voie. Il y a un aiguillage qui permet de diriger le tram vers un lieu où une seule personne est bloquée sur la voie. Vous pouvez appuyer sur la commande d'aiguillage pour sauver cinq personnes en en sacrifiant une : le faites-vous ? Répondez par oui ou par non. 2° Il n'y a pas d'aiguillage mais vous pouvez pousser sur la voie une personne dont le poids est très supérieur au vôtre et vous savez que cela arrêterait le tram. Poussez-vous cette personne sur la voie, en tuant une personne pour en sauver cinq ? Répondez là-aussi par oui ou par non.
On a auparavant noté le taux de testostérone des sujets par analyse de leur salive.
On obtient une majorité de réponses positives pour 1° et un petit nombre de « non ». On obtient ainsi deux groupes : les « utilitaristes de circonstance » et les « évitants ». Puis, on passe au second dilemme. Comme il y a des sujets qui ont répondu « oui » en 1° et « oui » en 2° (ils osent sacrifier quelqu'un de bien présent), on obtient donc un troisième groupe : les « utilitaristes intransigeants ».
Le taux de testostérone est ainsi corrélé : plus élevé chez les utilitaristes intransigeants, intermédiaire chez les utilitaristes de circonstance, plus faible chez les évitants. L'expérimentation valide l'hypothèse de départ : « Nous prédisons que les individus à haut taux de testostérone montreront un utilitarisme intransigeant, même quand la poursuite d'un but est agressive ou viole des normes morales solidement installées ».

### Radio
- LSD, La série documentaire > Ménopause pour tout le monde 3/4 : « "Andropause ton gun", une sombre histoire d'hormones », franceculture.fr le 3 mars 2021.

#### Gonades
- Gamète, Gamétogénèse
- Ovaire (anatomie), ovules
- Ovogenèse
- Spermatogonies
- Cellules de Leydig
- Cellules de Sertoli
- Spermatogenèse
- Spermiogenèse
- Spermatozoïde
- Sperme
- Spermogramme
- Spermocytogramme
- Compétition spermatique

#### Système hormonal
- Système endocrinien
- Hormone
- Gonadostimulines
- Hypophyse
- Glande surrénale
- Hormone lutéinisante ou LH (contrôle la sécrétion pulsatile de testostérone)
- Hormone folliculo-stimulante ou FSH
- Perturbateur endocrinien
- Fécondation assistée

#### Malformations; anomalies
- Diphallia et triphallia
- Hypospadias
- Micropénis
- Distance ano-génitale (indice chez le garçon d'exposition prénatale à des hormones féminisantes)
  - Voir aussi Indice de Manning
- Délétion de la spermatogenèse
- Tératospermie
- Azoospermie
- Asthénospermie
- Oligoasthénotératospermie
- Oligospermie
- Nécrospermie
- Cryptozoospermie

#### Cancers
- Cancer du testicule
- Cancer de la prostate
- Cancer du sein
- Cancer de l'ovaire
- Cancer de l'utérus

#### Médecine; recherche
- Santé reproductive
- Santé-environnement
- Fertilité
- Reproduction (biologie)
- Procréation
- Fécondation in vitro
- Clonage
- Centre d'étude et de conservation des œufs et du sperme humains (CECOS)
- Donneur de sperme
- Banque du sperme

#### Divers
- Liquide amniotique
- Placenta
- Différences de genre chez l'humain